# L'ultimo giorno (romanzo)
L'ultimo giorno (titolo originale: Near Death) è un romanzo dello scrittore statunitense Glenn Cooper, uscito in anteprima mondiale in Italia a giugno del 2012. Si tratta del primo romanzo di Cooper ambientato totalmente ai giorni nostri.

## Trama
Il tenente dell'FBI Cyrus O'Malley è alla feroce ricerca di un misterioso assassino che, alle sue vittime, pratica un misterioso foro nel cranio dopo averle strangolate. Lo scienziato Alex Weller è alla disperata ricerca di una nuova sostanza che, sepolta nel nostro cervello, sarebbe la causa delle esperienze di quasi-morte. Esperienza che lui aveva vissuto in prima persona nel 1988, quando suo padre era morto in un incidente stradale e lui aveva rischiato di fare la stessa fine. Il mistero della morte farà incrociare questi uomini, e li porterà ben presto a cambiare l'umanità intera. Nulla sarà più come prima, quando arriverà il fatidico Ultimo Giorno...

## Edizioni
Glenn Cooper, L'Ultimo Giorno, traduzione di Elena Cantoni, Nord, 2012, pp. 452 ISBN 9788842920021.